# Киёвка
Киёвка (чеш. Kyjovka) — река в Чехии (Злинский край и Южноморавский край). Длина реки — 88 км. Площадь водосборного бассейна — 678,28 км².
Начинается на высоте 518,25 м над уровнем моря. Впадает в Дие по левому берегу на высоте 151,98 м над уровнем моря. В бассейне Киёвки находятся 324 пруда общей площадью 747,37 га.
Наибольший приток — Копанице.
Среднегодовая температура в бассейне реки — от 7 до 9 °С. В год в разных частях бассейна выпадает 450—650 мм осадков. Расход воды в реке у Писечного пруда — 0,815 м³/с.